# Heligmonevra seminuda
Heligmonevra seminuda är en tvåvingeart som beskrevs av H. Oldroyd 1972. Heligmonevra seminuda ingår i släktet Heligmonevra och familjen rovflugor. Inga underarter finns listade i Catalogue of Life.